# كيث ثييل
كيث ثييل (بالإنجليزية: Keith Thiele)‏ هو طيار نيوزيلندي، ولد في 25 فبراير 1921 في كرايستشرش في نيوزيلندا، وتوفي في 5 يناير 2016 في سيدني في أستراليا.